# Josef Guldin
Josef Guldin (* 11. April 1811 in Marbach, Baden (heute Gemeinde Öhningen); † 22. Januar 1898 in Mels) war ein Schweizer Politiker. Von 1857 bis 1860 gehörte er dem Nationalrat an.

## Biografie
Er war der Sohn eines Hofrats des badischen Grossherzogs Karl Friedrich. Die Familie übersiedelte nach Wittenbach im Kanton St. Gallen, wo sie 1813 eingebürgert wurde. Guldin war ab 1832 in Mels als Rechtsanwalt tätig. Er gehörte von 1833 bis 1835 dem Erziehungsrat an, von 1844 bis 1855 war er Bezirksammann des Bezirks Sargans. Nach 1850 gründete er zusammen mit seinem Neffen Wilhelm Good (dem späteren Nationalrat) eine Weberei.
Guldin war ein Anhänger der Katholisch-Konservativen und wurde 1845 in den Grossen Rat gewählt, dem er zunächst bis 1848 angehörte, danach von 1851 bis 1855 und schliesslich von 1857 bis 1864. Von 1855 bis 1864 amtierte er als Gemeindeammann der Gemeinde Mels, die ihn 1857 zum Ehrenbürger ernannte. Nach zwei erfolglosen Kandidaturen 1848 und 1854 wurde Guldin bei den Nationalratswahlen 1857 im Wahlkreis St. Gallen-Süd gewählt. Drei Jahre später schaffte er die Wiederwahl nicht, auch 1863 blieb er chancenlos. Von 1859 bis 1862 sowie von 1876 bis 1885 präsidierte Guldin das Sarganser Bezirksgericht, von 1861 bis 1870 das Katholische Kollegium.